# بیت هاناسی

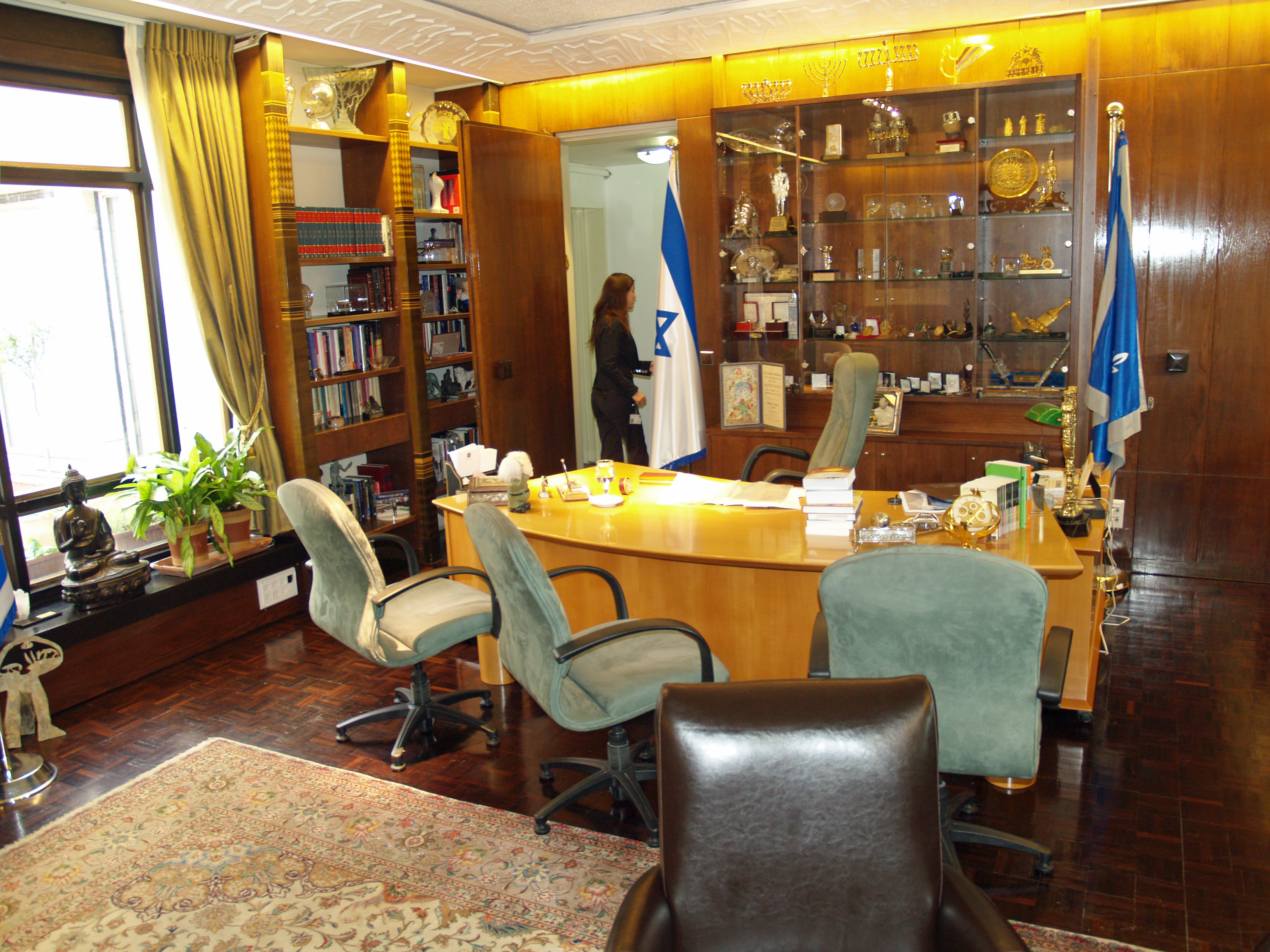
دفتر رئیس‌جمهور (۲۰۰۷)

بیت هاناسی (عبری: בֵּית הַנָּשִׂיא‎ ("خانه رئیس‌جمهور")، که به عنوان میشکان هاناسی (به عبری: מִשְׁכָּן הַנָּשִׂיא‎) هم شناخته می‌شود محل اقامت رسمی رئیس‌جمهور اسرائیل است. این مکان در محله طالبیه، اورشلیم واقع شده‌است.

## نگارخانه

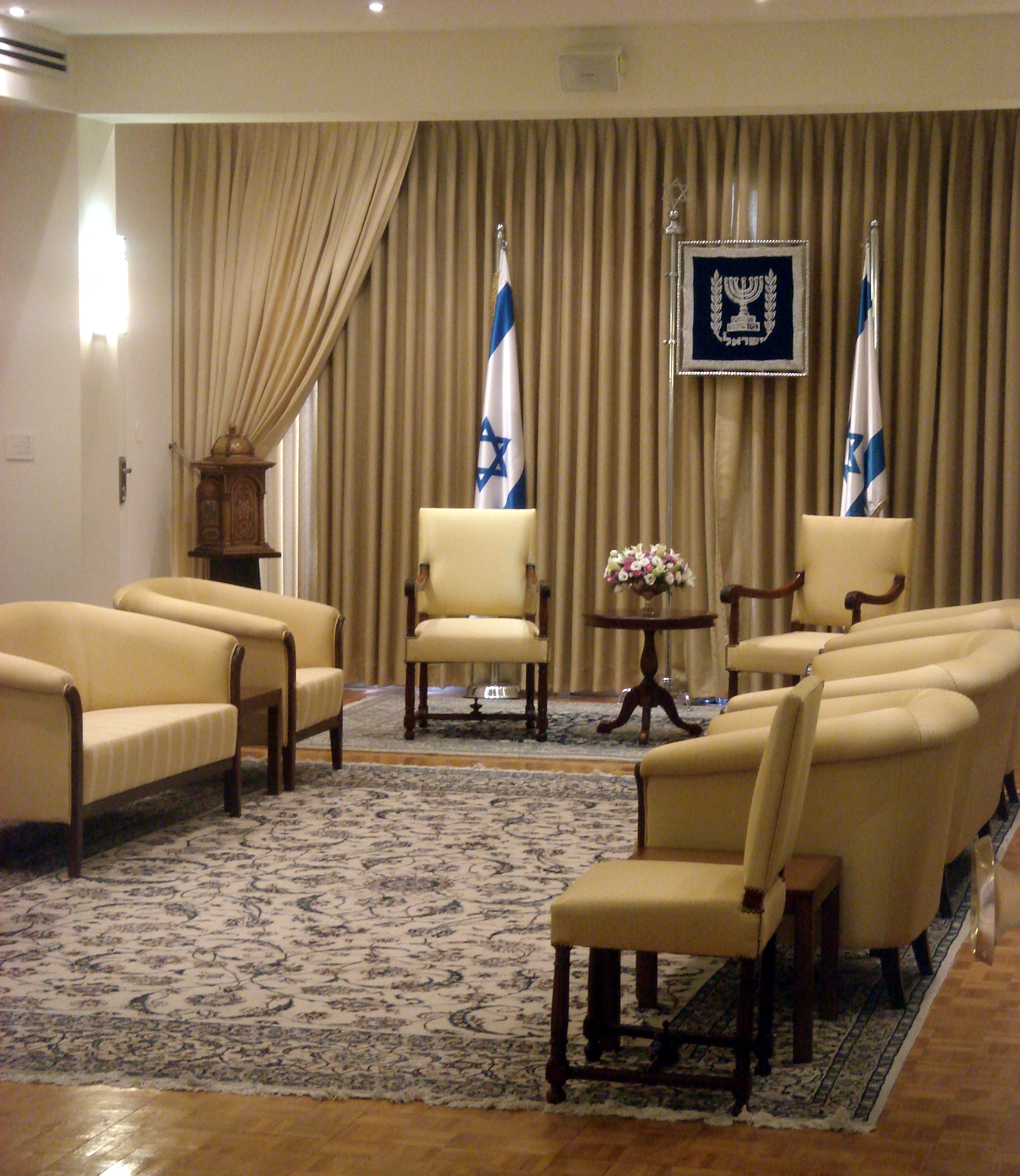
اتاق جلسات در سال ۲۰۰۸
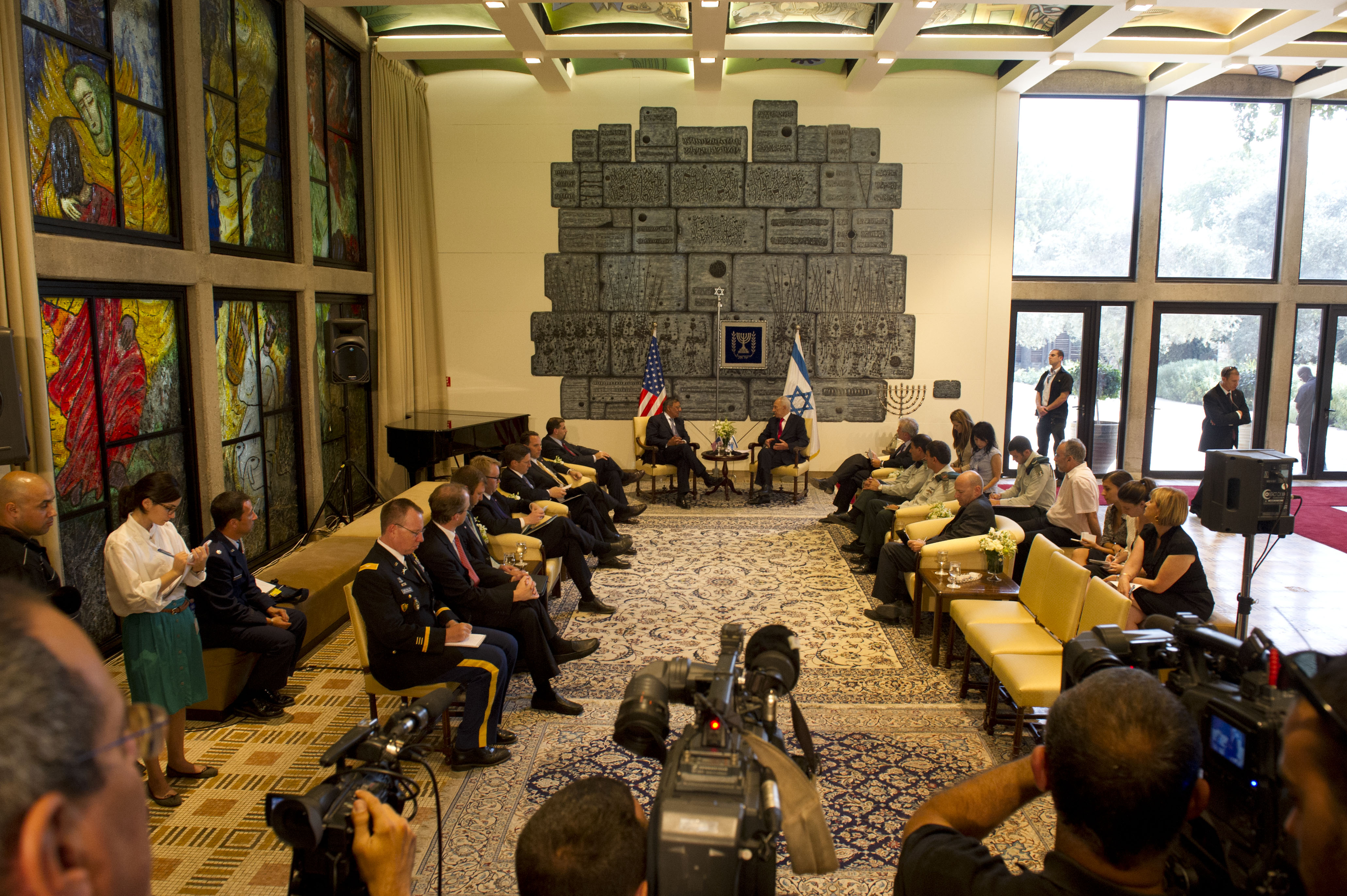
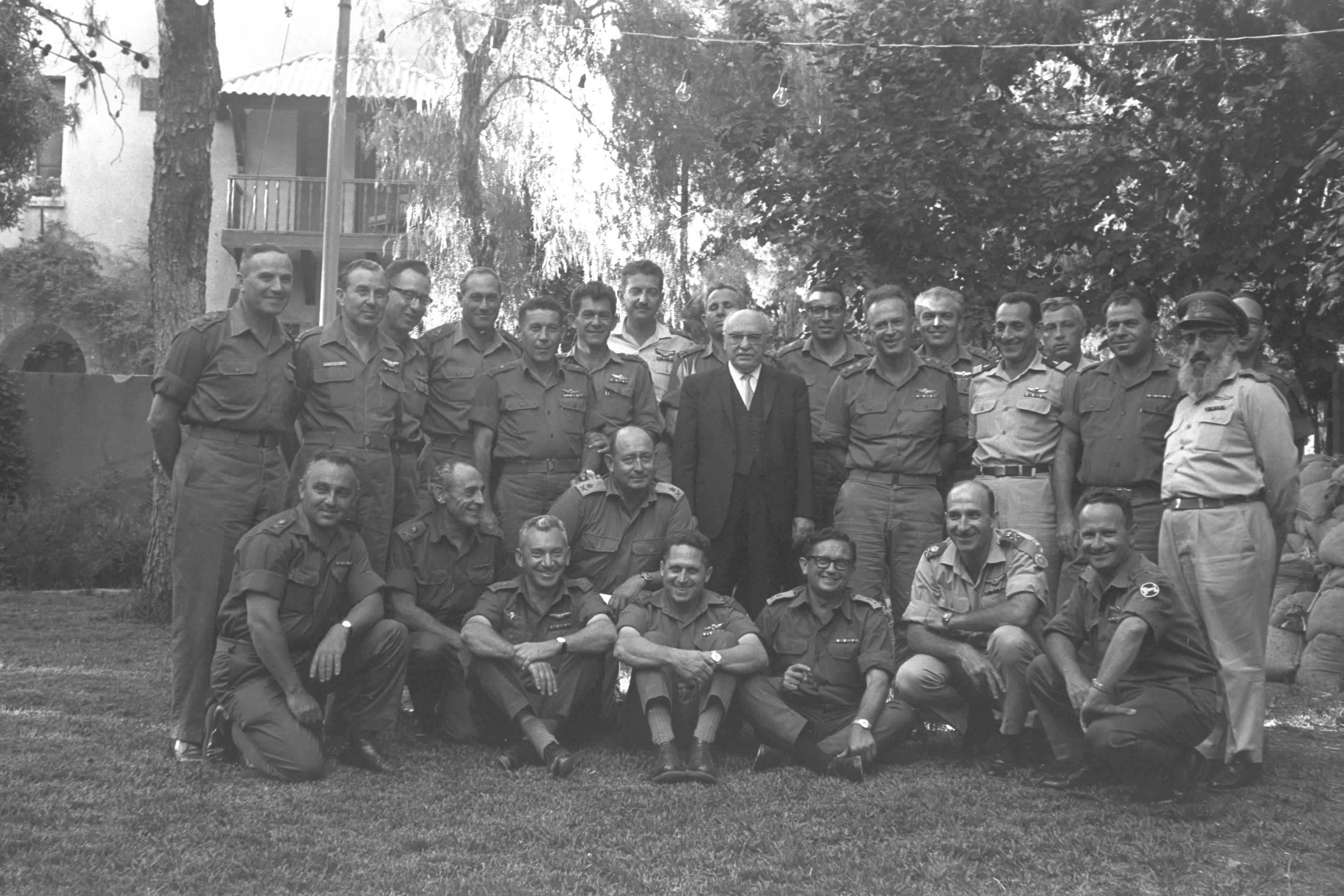
فرماندهان ستاد کل ارتش اسرائیل در پایان جنگ شش روزه، در دیدار با زالمان شائزیر، رئیس‌جمهور وقت در بیت هاناسی
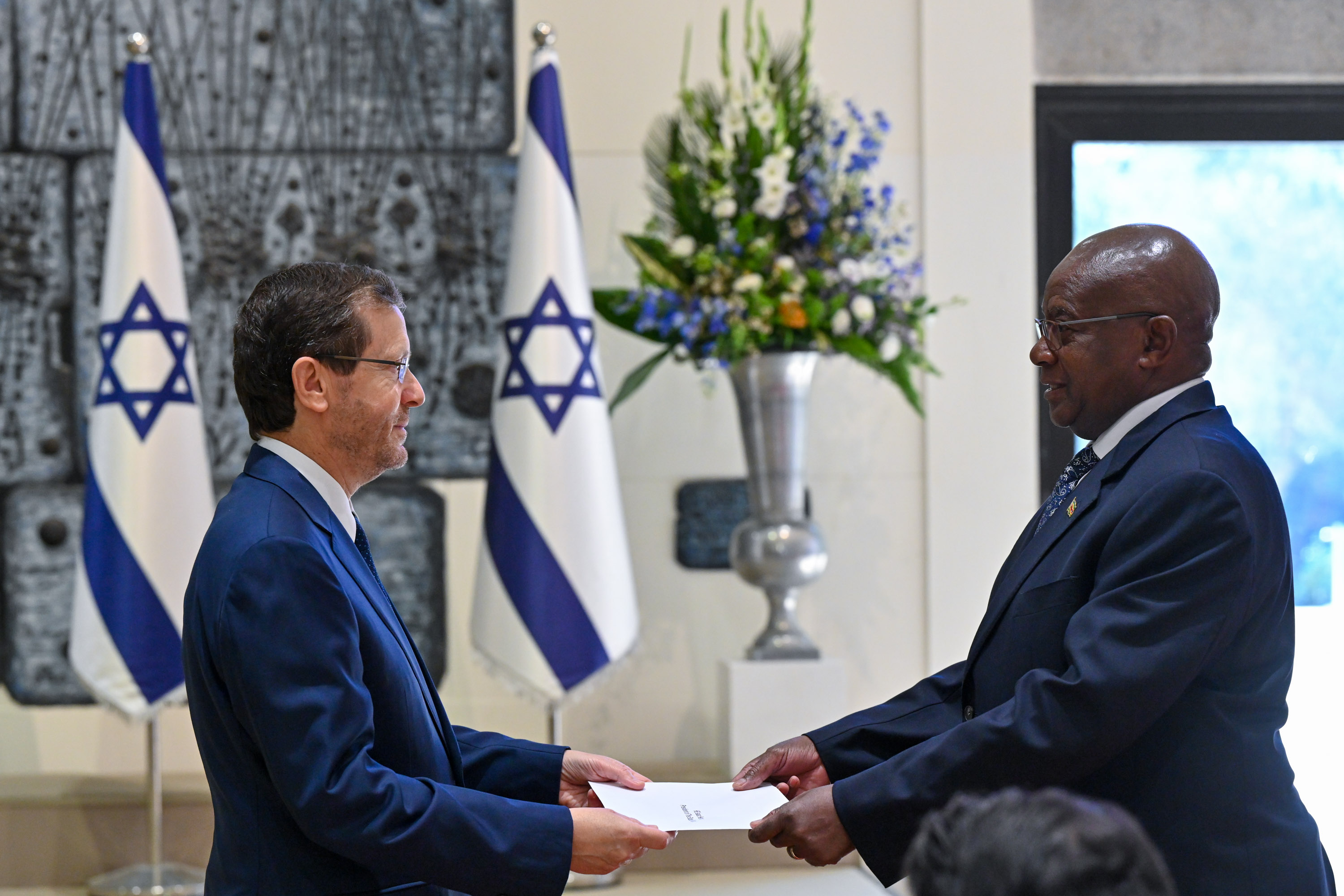
تقدیم استوارنامه سفیر زیمبابوه به هرتزوگ در بیت هاناسی، اکتبر ۲۰۲۲